# Sean Flynn (photojournaliste)
Pour les articles homonymes, voir Sean Flynn et Flynn.
Sean Flynn est un acteur et photojournaliste américain, né le 31 mai 1941 à Los Angeles ; enlevé et porté disparu le 6 avril 1970 dans le Svay Rieng (Cambodge), il est vraisemblablement exécuté par ses ravisseurs.

## Biographie

### Famille
Unique enfant du couple formé par les acteurs Errol Flynn, d’origine australienne, et Lili Damita, une actrice française très connue dans les années 1920-1930, l'enfant ne voit qu’à de très rares occasions son père, celui-ci étant plus préoccupé par ses aventures sentimentales et son bateau que par sa propre famille. À partir de l'âge de 15 ans, Errol Flynn emmène son fils avec lui en voyage en Europe.

### Carrière
Tout d’abord peu intéressé par une carrière au cinéma, Sean Leslie Flynn refuse un contrat que lui propose les studios Fox. Son ami d'enfance est l'acteur George Hamilton.
Après avoir joué un premier petit rôle dans le film Ces jolies filles d’Eve, Sean Flynn entreprend d'abord une carrière cinématographique, suivant les pas de son père défunt, puisqu'il joue notamment dans un film intitulé Le Fils du capitaine Blood, alors que le rôle-titre du film Capitaine Blood est l'un des plus célèbres rôles de son père. Dans ses premiers films, il joue des rôles d’aventuriers et de baroudeur faisant surtout appel à ses dons physiques, pas à ses capacités d’acteur.
Sean Flynn embrasse ensuite une carrière d'aventurier qui le voit devenir successivement chasseur de tigres au Pakistan, guide de safari en Tanzanie, photographe pour Paris Match au Viêt Nam.

### Disparition au Cambodge

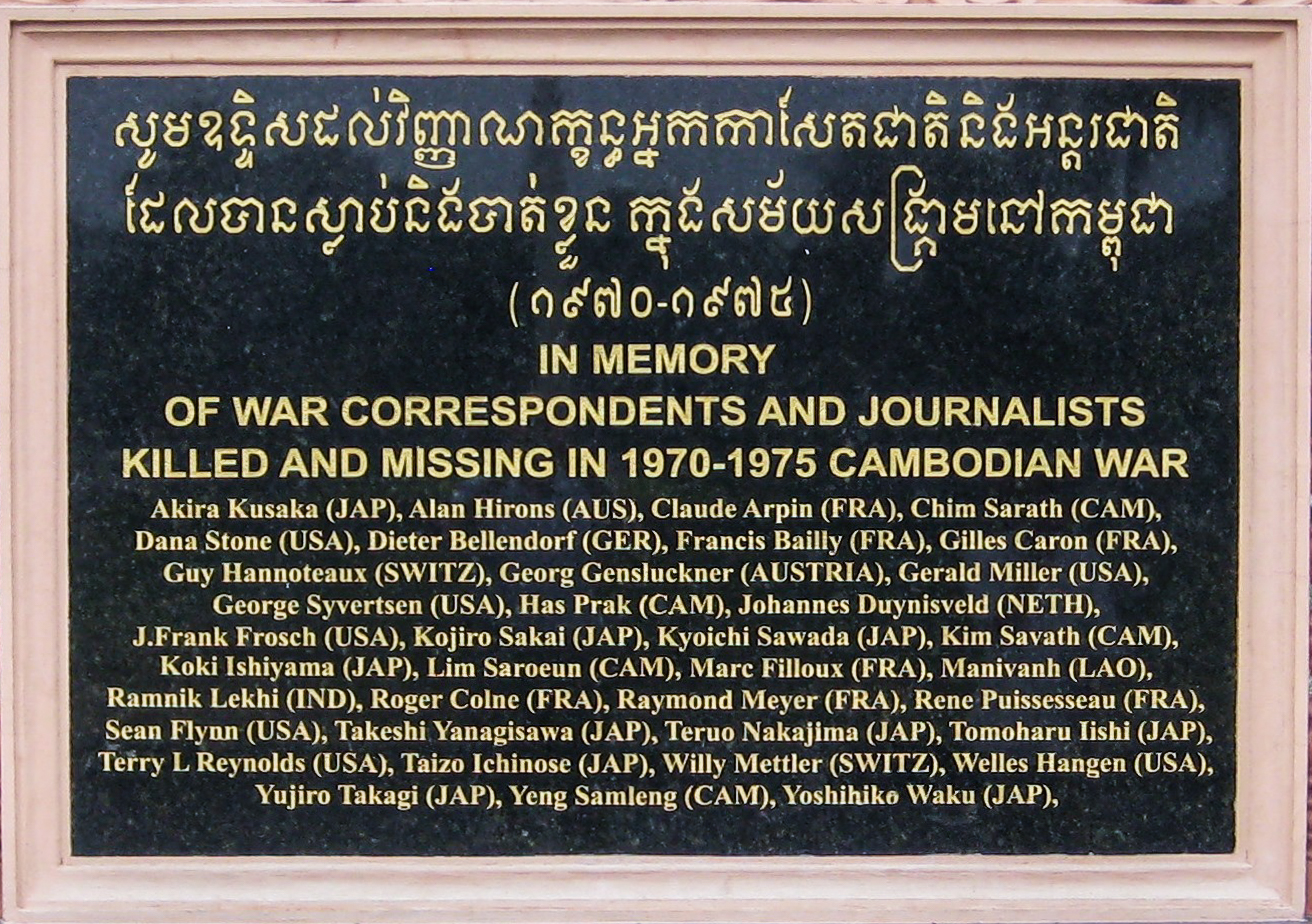
Mémorial à la mémoire des journalistes tués au Cambodge 1970-1975.

Le 6 avril 1970, Dana Stone et Sean Flynn sont capturés par l'Armée populaire vietnamienne, après avoir quitté Phnom Penh sur des motos Honda louées, cherchant à trouver les lignes de front des combats au Cambodge. Il est déclaré en 1984 officiellement mort,.
Les enquêtes menées par un collègue photojournaliste Tim Page, rapportées dans le Sunday Times britannique le 24 mars 1991, indiquent que Stone et Flynn ont d'abord été emmenés dans le village de Sangke Kaong, puis dans d'autres villages avant d'être remis aux Khmers rouges. Page a retrouvé une tombe presque vide dans un village connu sous le nom de Bei Met dans laquelle deux étrangers auraient été enterrés. L'examen médico-légal des quelques restes laissés dans la tombe a suggéré qu'ils appartenaient à un homme grand et à un homme petit — conformément à l'apparence de Flynn et Stone respectivement — et que les deux étaient morts violemment. Cependant, en 2003, le laboratoire central d'identification du Pentagone à Hawaï a confirmé par des tests ADN que les restes trouvés par Tim Page étaient en fait ceux de Clyde McKay, un pirate de bateau, et de Larry Humphrey, un déserteur de l'armée, tous deux faisaient partie de l'incident du SS Columbia Eagle.
La disparition de Stone et Flynn est relatée dans les mémoires de 1975 de Perry Deane Young Two of the Missing. Un film de 1991, Danger on the Edge of Town, a raconté « la quête de Tim Page pour découvrir le sort de ses amis Sean Flynn et Dana Stone ».

## Filmographie
- 1962 : Le Fils du capitaine Blood (Il Figlio del capitano Blood) : Robert Blood
- 1963 : Le Signe de Zorro (Il Segno di Zorro) : Don Ramón Martínez y Rayol
- 1963 : Le train de Berlin est arrêté (Verspätung in Marienborn) : Lt. Novak
- 1964 : Le Temple de l'éléphant blanc (Sandok, il Maciste della giungla) : Tenente Dick Ramsey
- 1964 : Voir Venise... et crever (Agent spécial à Venise) : Michel Nemours
- 1966 : Les Sept Colts du tonnerre (Sette magnifiche pistole) : Timothy Benson
- 1966 : Dos pistolas gemelas : Jimmy Trevor
- 1967 : Cinq Gars pour Singapour : Captain Art Smith

## Hommages
Une chanson du groupe punk rock The Clash lui est dédiée sur l'album Combat Rock : Sean Flynn.
Il a inspiré Jean Lartéguy pour son roman Enquête sur un crucifié.